# فدر فون بک
فدر فون بُک (به آلمانی: Fedor von Bock) (۳ دسامبر ۱۸۸۰ – ۴ مه ۱۹۴۵) نظامی و فیلد مارشال آلمانی در دوره رایش سوم بود که در جریان جنگ جهانی دوم فرماندهی گروه ارتش‌های مختلفی بر عهده داشت.
فون بک در جریان عملیات بارباروسا، تهاجم به شوروی فرمانده گروه ارتش مرکز بود. نیروهای او با پیشروی پر سرعت چندین محاصره بزرگ حول نیروهای دشمن ایجاد و آن‌ها منهدم کردند. پس از اتمام کار در ناحیه اسمولنسک او خواهان ادامه پیشروی به سمت مسکو بود. با این وجود تصمیم بر توقف گروه ارتش او و انتقال نیروهای زرهی آن به جناحین شمالی و مخصوصاً جنوبی گرفته شد. پس از یک تأخیر یک‌ماهه، در نهایت حمله فون بک به سمت مسکو اواخر ماه سپتامبر آغاز شد. نیروهای او این بار هم پیشروی زیادی داشتند و توانستند مقدار زیادی نیروهای شوروی را در دو محاصره بزرگ محاصره کنند و بسیاری از آن‌ها را به اسارت بگیرند. به هر صورت در ادامه فرارسیدن فصل بارندگی و بارش سنگین برف و باران و در مواجهه با مقاومت در حال تشدید دشمن، در نهایت حرکت گروه ارتش مرکز متوقف گشت. با اجرای ضدحمله گسترده ارتش سرخ این نیرو از حومه پایتخت عقب رانده شد. در پی این شکست فون بک به جهت مشکلات سلامتی به مرخصی رفت.
فون بک تنها یک ماه بعد مجدداً به جبهه شرقی بازگشت و این بار فرماندهی گروه ارتش جنوب را در دست گرفت. پس از چند پیروزی در کریمه و ناحیه خارکوف، مأمور به هدایت نیروهای آلمانی در مورد آبی، تهاجم به سمت قفقاز شد. با این حال در مراحل آغازین عملیات در پی اختلاف نظر با فرماندهی عالی دوباره کنار گذاشته شد اما دیگر هیچگاه مقام دیگری به او محول نگشت.

## سال‌های اولیه
فدر فون بک روز ۳ دسامبر سال ۱۸۸۰ در یک خانواده اشرافی پروسی در کوسترین متولد شد. پدرش در جریان جنگ پروس و فرانسه از طرف قیصر ویلهلم دوم به مقام نجیب‌زادگی نائل آمده بود. فدر همانند پدر، پس از گذراندن دوران مدرسه راهی دانشسرای نظامی در پوتسدام و گروس‌لیشترفلده شد و سال ۱۸۹۸ با درجه ستوان دوم به هنگ ۵ پیاده‌نظام محافظ پیوست. فون بک شخصی بیش از حد جدی، بسیار جاه‌طلب، مغرور، خود رای و خشک توصیف شده‌است. او غیرتی متعصبانه نسبت حرفه خود نشان می‌داد. سال ۱۹۰۴ آجودان یک گردان و سال ۱۹۰۶ آجودان یک هنگ شد. فون بک پس گذراندن دوره دانشکده جنگ سال ۱۹۱۰ موقتاً وارد ستاد کل گشت. سال ۱۹۱۲ جایگاه او در ستاد کل دائمی شد و همان سال به درجه سروان ترفیع گرفت. در ادامه به عنوان افسر تدارکات سپاه نخبه محافظ منصوب گردید.

## جنگ جهانی اول
با آغاز جنگ جهانی اول، فون بک ماه سپتامبر سال ۱۹۱۴ افسر عملیات‌های سپاه محافظ شد و سپس با ورود به ستاد ارتش یازدهم ماه مه سال ۱۹۱۵ راهی جبهه شرقی گشت. فون بک ماه ژانویه سال ۱۹۱۶ مدتی موقتاً فرماندهی یک گردان را در هنگ ۴ پیاده‌نظام محافظ بر عهده داشت. سپس افسر نخست لشکر دویستم پیاده‌نظام شد. فون بک در این موقعیت‌ها عموماً رابطه خوبی با دیگر افسران ستادی نداشت. به هر صورت، با عملکرد خوب لشکر در جبهه شرق، پایان سال ۱۹۱۶ به درجه سرگرد نائل آمد. فون بک ماه آوریل سال ۱۹۱۷ به عنوان افسر تدارکات گروه ارتش ولیعهد، به فرانسه در جبهه غربی منتقل گشت. او با روپرشت، ولیعهد بایرن و فرمانده این گروه ارتش رابطه دوستانه‌ای داشت. روز ۲۷ ژوئیه همان سال افسر عملیات‌های این گروه ارتش شد. فون بک شجاعت زیادی از خود در نبردهای سُم و کمبره نشان داد. سال ۱۹۱۸ نشان پور لو مریت به او اعطا شد.

## رایشسور
با پایان جنگ، فون بک عضوی از کمیسیون صلح نیروی زمینی آلمان بود. با تشکیل رایشسور، بین سال‌های ۱۹۲۰ تا ۱۹۲۳ رئیس ستاد منطقه نظامی شماره ۳ در برلین بود. به درجه سرهنگ دوم ترفیع گرفت و رئیس ستاد یک لشکر شد. فون بک به عنوان یک سلطنت‌طلب با جمهوری حاکم همدلی نداشت. بدین شکل در پی شورش علنی گروه شبه‌نظامی زیرزمینی رایشسور سیاه در ماه سپامبر سال ۱۹۲۳، فون بک متهم به همدستی با جریانات ضد حاکمیت جمهوری وایمار شد اما با حضور در دادگاه آن را رد کرد. در اثر نبود شواهد کافی محکوم نشد. بین سال‌های ۱۹۲۴ تا ۱۹۲۶ فرماندهی گردان ۲ هنگ ۴ پیاده‌نظام در کولبرگ را بر عهده داشت. سپس به درجه سرهنگ ترفیع گرفت و تا سال ۱۹۲۹ خود هنگ ۴ پیاده‌نظام را فرماندهی کرد. فون بک اواخر سال ۱۹۲۸ به درجه سرتیپ ترفیع گرفت و فرمانده لشکر یکم سواره‌نظام رایشسور در فرانکفورت/اودر شد. او با درجه سرلشکر بین سال‌های ۱۹۳۱ تا ۱۹۳۴ لشکر دوم پیاده‌نظام و منطقه نظامی شماره ۲ در اشتتین را فرماندهی کرد.

## ورماخت
در این زمان حزب ناسیونال سوسیالیست به رهبری آدولف هیتلر، قدرت را در آلمان به دست گرفت. فون بک به سیاست علاقه‌مند نبود اما از اقدامات هیتلر در حوزه نظامی پشتیبانی می‌کرد. از این رو به چهره‌ای قابل پذیرش برای حاکمیت جدید بدل گشت و شامل نظامیان ارشدی که وادار به بازنشستگی شدند، نبود. با درجه سپهبد (ژنرال پیاده‌نظام) سال ۱۹۳۵ فرماندهی گروه ارتش ۳ در درسدن به او سپرده شد. روز ۱ مارس سال ۱۹۳۸ به درجه ارتشبد ترفیع گرفت. یگان او که موقتاً به ارتش هشتم تغییر نام داد، مسئولیت عملیات ضمیمه‌سازی اتریش به رایش سوم را به انجام رساند و یگان‌های نیروی زمینی این کشور را جذب ورماخت کرد. به هر صورت فون بک از شرکت در مراسم‌های مربوط به این ضمیمه‌سازی اجتناب نمود. همان سال ۱۹۳۸ نیروهای او وارد ناحیه سودتنلند شدند. در ادامه، فون بک جانشین ارتشبد گرت فون روندشتت در فرماندهی گروه ارتش ۱ در برلین شد.

### جنگ جهانی دوم
ترفیع درجات:
- ۱ مه ۱۸۹۸: ستوان دوم
- ۱۰ سپتامبر ۱۹۰۸: ستوان یکم
- ۲۲ مارس ۱۹۱۲: سروان
- ۳۰ دسامبر ۱۹۱۶: سرگرد
- ۱ اکتبر ۱۹۲۰: سرهنگ دوم
- ۱ مه ۱۹۲۵: سرهنگ
- ۱ فوریه ۱۹۲۹: سرتیپ
- ۱ فوریه ۱۹۳۱: سرلشکر
- ۱ مارس ۱۹۳۵: سپهبد (ژنرال پیاده‌نظام)
- ۱ مارس ۱۹۳۸: ارتشبد
- ۱۹ ژوئیه ۱۹۴۰: فیلد مارشال

#### لهستان
در پی آغاز جنگ جهانی دوم در سال ۱۹۳۹، یگان فون بک برای مشارکت در تهاجم آلمان به لهستان، به گروه ارتش شمال تغییر عنوان داد. این گروه ارتش شامل حدود ۶۳۰ هزار نفر نیرو می‌شد. قوای او از دالان لهستان گذر کردند و تا برست-لیتوفسک در شرق این کشور پیش رفتند تا به نیروهای شوروی متصل شوند. تا پایان ماه اکتبر تمامی ماموریت‌های محوله در لهستان با موفقیت پایان یافت.

#### فرانسه
قرارگاه فرماندهی فون بک برای تهاجم به فرانسه به نواحی غربی منتقل شد. بر مبنای طرح اولیه، یگان فون بک که هم‌اینک گروه ارتش ب نامیده می‌شد، بخش اصلی تهاجم را صورت می‌داد. این گروه ارتش در ابتدا بدین منظور ۴۳ لشکر از جمله ۹ لشکر زرهی و ۴ لشکر موتوریزه در اختیار داشت. به هر صورت فون بک نسبت به این طرح معترض بود؛ چرا که این طرح شباهت زیادی به طرح شلیفن در جنگ جهانی اول داشت که اجرای آن در سال ۱۹۱۴ ناکام بود. در طرح جدیدی که توسط سپهبد اریش فون مانشتاین تنظیم شد، بار اصلی تهاجم به گروه ارتش آ منتقل گردید و فون بک عهده‌دار نقش ثانویه شد. نیروهای او می‌بایست یک تهاجم ایذایی به کشورهای سفلی صورت می‌دادند تا متفقین را فریب دهند. بدین ترتیب قوای تحت امر فون بک به ۲۸ لشکر از جمله ۳ لشکر زرهی در قابل دو ارتش ششم و هجدهم تقلیل یافت و قدرتمندترین آرایش‌های آن به گروه ارتش آ منتقل شد.
با آغاز عملیات گروه ارتش فون بک در عرض پنج روز بر هلند مسلط شد. در پی رخنه نیروهای آلمانی در ناحیه سدان و با نگرانی متفقین از افتادن در محاصره، با وجود مقاومت شدید اولیه در بلژیک، قوای دشمن شروع به عقب‌نشینی از مقابل گروه ارتش ب کردند. فون بک قصد داشت با رخنه در خط دشمن در بین نیروهای بریتانیایی و بلژیکی و رسیدن به ساحل دشمن دشمن را به محاصره بیندازد. به هر صورت پیش از آن نیروهای زرهی گروه ارتش آ روز ۲۰ مه خود را به ساحل کانال مانش رساندند و دشمن را بلژیک و شمال شرقی فرانسه به محاصره انداختند. با شکسته شدن خط بلژیکی‌ها توسط نیروهای فون بک، این کشور روز ۲۷ مه دست از جنگ کشید. گروه ارتش ب موظف شد خط دفاعی نیروهای بریتانیایی در ناحیه دانکرک را از جانب شرقی بکشند. فون بک این بار نیز با مقاومت جدی مواجه شد. به هر صورت گروه ارتش ب در نهایت با به اسارت گرفتن ده‌ها هزار نفر، مابقی نیروهای به محاصره‌افتاده دشمن در دانکرک را منهدم کرد. در مرحله دوم عملیات، نیروهای فون بک شامل سه ارتش و دو گروه زرهی، غرب فرانسه را نیز به تصرف درآوردند. پاریس روز ۱۴ ژوئن تسلیم او شد. در پی تسلیم فرانسه، فون بک روز ۱۹ ژوئیه سال ۱۹۴۰ به درجه فیلدمارشال نائل آمد.
گروه ارتش ب به عنوان نیروی حفاظت ساحلی غرب فرانسه از برست تا مرز اسپانیا برگزیده شد. فون بک خود چندان از این وظیفه راضی نبود. در نهایت روز ۳۱ اوت به او دستور داده شد قرارگاه خود را به پروس شرقی منتقل کند. این جابه‌جایی در جهت آماده برای تهاجم به شوروی صورت می‌گرفت. فون بک مدتی دفاع از مرزهای شرقی را برعهده داشت. با این وجود بیشتر فصل زمان درگیر مشکل زخم معده بود. در این مدت جنبش مخالفان هیتلر با نفود به ستاد او در تلاش بودند فون بک را با خود در یک کودتا همراه کنند. فون بک هیچگاه با آن‌ها همکاری نکرد.

#### شوروی

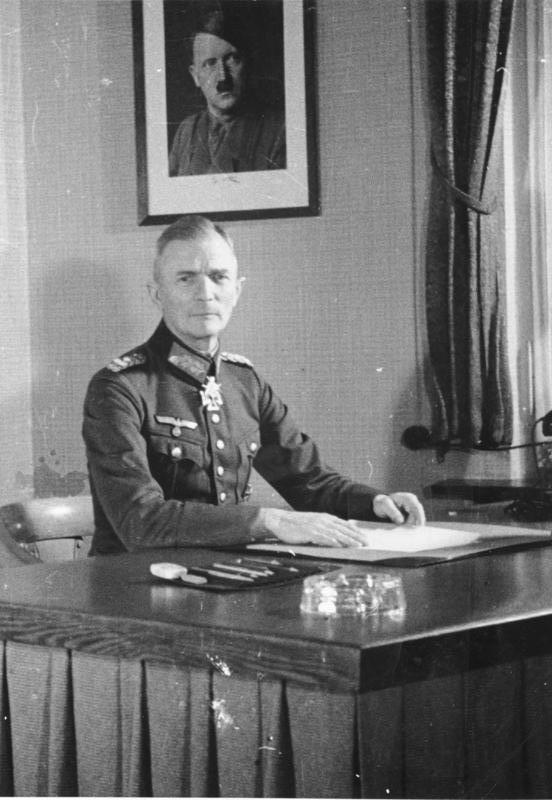
فیلد مارشال فون بک

بیماری فون بک بین ماه‌های سپتامبر تا نوامبر سال ۱۹۴۰ سبب شد فیلدمارشال ویلهلم لیست موقتاً جایگزین او شود. قرارگاه گروه ارتش ماه اکتبر به لهستان منتقل شد. هیتلر روز ۳ دسامبر برای تبریک شصتمین سالگرد تولد فون بک، دیداری با او داشت. فون بک در این دیدار برای نخستین بار از قصد آلمان در حمله به شوروی مطلع و از این بابت ابراز شگفتی کرد. به هر حال شواهدی از مخالفت جدی فون بک از این حمله وجود ندارد. با این وجود او منتقد طرح عملیاتی تهاجم بود و ماه ژانویه سال ۱۹۴۱ آن را با ارتشبد فرانتس هالدر، رئیس ستاد کل نیروی زمینی در میان گذاشت. او نسبت به این که نیروهای شوروی در غرب رودهای دوینا و دنیپر خواهند ماند و مبارزه خواهند کرد شک داشت. در طرحی که فون بک و سپهبد هانس فون زالموت، رئیس ستاد او، ارائه کردند پیشنهاد شد لنینگراد پشت سر گذاشته شود و گروه ارتش مرکز حداکثر نیروهای ممکن از دشمن را منهدم و مسکو را تصرف کند. این پیشنهاد توسط فرماندهی عالی رد شد. فون بک روز ۳ فوریه به قرارگاه خود در پوزن بازگشت. ماه مه سرتیپ هانس فون گرایفنبرگ رئیس ستاد او شد.
فون بک در جریان عملیات بارباروسا، تهاجم آلمان به شوروی، فرماندهی گروه ارتش مرکز، بزرگ‌ترین و مهم‌ترین گروه ارتش در این عملیات، را بر عهده داشت. به عقیده دیوید استاهل، فون بک مهم‌ترین شخصیت جبهه شرقی در نخستین سال جنگ آلمان و شوروی بود. یگان او هنگام آغاز عملیات شامل ۳۷ لشکر پیاده‌نظام، ۹ لشکر زرهی، ۷ لشکر پیاده‌نظام موتوریزه، سه لشکر امنیت و یک لشکر سواره‌نظام در قالب سه ارتش چهارم، نهم و دوم و دو گروه زرهی ۲ و ۳، مجموعاً با قریب به ۷۵۰ هزار نفر نیرو، بود. ناوگان دوم هوایی فیلدمارشال آلبرت کسلرینگ نیز از او پشتیبانی می‌کرد.
مینسک
با آغاز عملیات فون بک همواره اسمولنسک را نخستین هدف عمده خود تلقی می‌کرد. پس از آن که گروه زرهی ۳ در شمال به ویلنا رسید، فون بک تصمیم گرفت از مینسک بگذرد و به ارتشبد هرمان هوت دستور داد به سمت ویتبسک در شرق برود. این فرمان در ابتدا به تأیید فیلدمارشال والتر فون براوخیچ، فرمانده کل نیروی زمینی رسید. با این وجود هیتلر نگران بیش از حد بزرگ شدن ناحیه محاصره و دشواری پیاده‌نظام در رساندن خود بود. بدین سبب روز ۲۵ ژوئن دستور به توقف نیروهای زرهی تا تکمیل محاصره و انهدام قوای دشمن در ناحیه مینسک داده شد. این مسئله موجب ناراحتی فون بک گشت. هنگامی که روز بعد فون براوخیچ به فون بک اطلاع داد که قرار است دو گروه زرهی به همراه تمامی لشکرهای پیاده‌نظام ارتش‌های چهارم و نهم ورماخت، از هدایت مستقیم او گرفته شود و تحت امر ارتش چهارم فیلدمارشال گونتر فون کلوگه قرار گیرد تا «ارتش چهارم زرهی تشکلیل شود، سرخوردگی فن بک هر چه بیشتر شد. این تصمیم گروه ارتش مرکز را به دو گروه با ماموریت‌های جداگانه تقسیم می‌کرد. این حالت فون بک را همچنان مسئول کل گروه ارتش نگاه می‌داشت اما لایه دیگری از فرماندهی بین فرماندهی گروه ارتش و ارتش‌های میدانی آن ایجاد می‌کرد. فون بک نیازی به چنین باز سازماندهی نمی‌دید و آن را بر خلاف شکل فرماندهی خود، موجب کندی اجتناب‌ناپذیر ارتباطات بین قرارگاه‌ها می‌پنداشت. او اعتراض خود را از امکان تضعیف سلطه او بر نیروها یا حداقل کم‌رنگ و پیچیده‌شدن شدید آن ابراز داشت. سرانجام در یک راه حل میانه، فون بک راضی شد فون کلوگه بدون هیچ آرایش بزرگ پیاده‌نظام در سطح ارتش، صرفاً دو گروه زرهی را فرماندهی کند و ارتش دوم جایگزین ارتش چهارم شود تا در کنار ارتش نهم ورماخت برای انهدام محاصره، برای او باقی بماند. روز ۳۰ ژوئیه پیاده‌نظام ارتش‌های نهم و چهارم در ناحیه سلونیم به یکدیگر اتصال یافتند و مقدار زیادی از نیروهای دشمن را محاصره کردند. روز بعد منطقه تحت محاصره کاملاً منهدم شد و بیش از ۲۸۰ هزار نفر از نیروهای دشمن به اسارت درآمدند.
اسمولنسک
فون بک روز ۱۱ ژوئیه قرارگاه خود را به بوریسوف در نواحی جلوتر منتقل کرد. نیروهای زرهی هاینتس گودریان روز ۱۰ و ۱۱ ژوئیه از رود دنیپر گذشت. نیروهای او روز ۱۶ ژوئیه اسمولنسک را به تصرف خود درآوردند. همزمان نیروهای هوت پیشروی از شمال بودند. در نهایت دشمن مجدداً تا روز ۲۷ ژوئیه این بار در ناحیه بین اورشا و اسمولنسک به محاصره افتاد و با باکسازی منطقه تا روز ۵ اوت حدود ۳۱۰ هزار نفر دیگر اسیر شدند.
در ادامه با وجود این که طرح عملیاتی بارباروسا از همان ابتدا مسکو، پایتخت شوروی را در اولویت پایین‌تری نسبت به انهدام نیروهای دشمن در جناحین خط مقدم قرار داده بود، فون بک، همانند فون براوخیچ، هالدر و بسیاری از فرماندهان ارشد دیگر، به شدت معتقد بود مسکو مطمئن‌ترین راه پیروزی در جبهه شرقی است و از تصمیم هیتلر برای چرخش گروه زرهی ۲ گودریان به سمت اوکراین و اولویت دادن به کی‌یف نسبت به مسکو متأسف شد. به هر صورت حقیقت این بود که پیشروی سریع این گروه ارتش موجب بازماندن جناحین آن و افتادن فاصله بین نیروهای پیش‌روی زرهی و پیاده‌نظام پشت سر آن‌ها شده بود. از طرفی طی مسافت طولانی تا به کنون فرسایش زیادی به نیروهای فون بک وارد آورده و این یگان در گرفتاری به دشواری‌های تدارکاتی، نیازمند استراحت و بازسازی بود. این مسائل نگرانی‌های عمیقی برای هیتلر ایجاد می‌کرد.
توقف حین نبرد کی‌یف
هیتلر روز ۳۰ ژوئیه با صدور فرمان شماره ۳۴ پیشوا از گروه ارتش مرکز خواست در تمامی خط مقدم حالت تدافعی بگیرد و تنها برای عملیات در جناح جنوبی آماده شود. بدین شکل گروه ارتش مرکز می‌بایست در فاصله حدود ۳۰۰ کیلومتری از مسکو متوقف می‌شد و چهار سپاه موتوریزه و سه سپاه پیاده‌نظام خود را به دو گروه ارتش دیگر می‌سپرد. به هر حال این توقف به شوروی فرصت تنفس و سازمان دفاع خود مقابل مسکو را می‌داد. فون بک پس از جلسه با هالدر، در آخرین تلاش برای منصرف کردن هیتلر از این تصمیم، گودریان را اواخر ماه اوت به قرارگاه پیشوا در راستنبورگ فرستاد اما به نتیجه‌ای نرسید. البته هدف او بیشتر از خود مسکو، انهدام نیروهای دشمن در مقابل این شهر بود. در جریان آماده‌سازی برای چرخش گودریان به جنوب، نیروهای فون بک در جناح جنوبی گروه ارتش در طی دو نبرد محاصره‌ای موفق دیگر در روسلافل تا ۸ اوت و گومل تا ۲۴ اوت به ترتیب ۳۸٬۰۰۰ نفر و ۸۴٬۰۰۰ نفر از قوای دشمن را به اسارت گرفتند. تا هفته پایانی ماه اوت فون بوک بیش از ۸۰۰ کیلومتر در عمق خاک شوروی پیشروی کرد، مجموعاً بیش از ۷۵۰٬۰۰۰ نفر تلفات به دشمن آورد و حدود ۷٬۰۰۰ تانک آن را به غنیمت گرفت یا منهدم نمود؛ در این حال تنها کمتر از ۱۰۰٬۰۰۰ نفر از نیروهای خود را از دست داد.
فون بک اوایل ماه سپتامبر قرارگاه خود را به اسمولنسک منتقل کرد. در حین توقف گروه ارتش مرکز، حملات شدید و مکرر ارتش سرخ فون را وادار به تخلیه برآمدگی یلنیا نمود اما خط مقدم در سایر نقاط به هر طریقی حفظ شد.
مسکو
در میانه نبرد کی‌یف نظر هیتلر چرخش کرد و به جای ادامه عملیات در جنوب، فرماندهی عالی روز ۹ سپتامبر از فون بک خواست طرحی عملیاتی برای حمله به مسکو آماده کند. ستاد او طرحی با عنوان «عملیات تایفون بدین منظور ارائه کرد. این بار علاوه بر دو گروه رزهی پیشین، گروه زرهی ۴ تحت امر ارتشبد اریش هوپنر، نیز در اختیار فون بک قرار گرفت. آغاز حمله به سمت مسکو از روز ۳۰ سپتامبر دشمن را غافلگیر کرد. سرنیزه زرهی گروه ارتش مرکز در جناح جنوبی در روز نخست ۱۳۰ کیلومتر پیش رفت و اریول را به تصرف درآورد. نیروهای زرهی آلمانی تا روز ۶ اکتبر بریانسک و روز پس از آن ویازما را نیز تسخیر کردند. این نیروها دو محاصره بزرگ حول ۹ ارتش دشمن در نواحی اطراف این دو شهر ایجاد نمودند. کار پاکسازی این دو محاصره تا روز ۱۷ اکتبر به پایان رسید و طبق اعلام فون بک در روز ۱۹ اکتبر، ضمن انهدام و غنیمت‌گرفتن مقادیر زیادی تجهیزات، ۶۷۳٬۰۰۰ نفر از نیروهای ارتش سرخ اسیر شدند.
از میانه نبردها در ویازما و بریانسک، فون بک روز ۸ اکتبر مأمور به ادامه حرکت با نیروهای زرهی و محاصره مسکو از شمال و جنوب شد. با این حال از این زمان آب‌وهوای پاییزی شروع به تغییر نمود و نخستین برف بر زمین نشست. بارش مداوم باران (راسپوتیتسا) و گل‌آلود شدن راه‌ها حرکت یگان‌های زرهی را بسیار دشوار می‌کرد. گِل بیش از دشمن حرکت نیروهای فون بک را با اختلال مواجه ساخت. به هر صورت با ادامه پیشروی کالوگا در ۱۶۰ کیلومتری جنوب غربی مسکو، روز ۱۳ اکتبر تصرف گردید. روز بعد کالینین در ۱۶۰ کیلومتری شمال غرب پایتخت تسخیر و خط آهن مسکو-لنینگراد قطع شد. نیروهای فون بک، در مواجهه با مقاومت شدید، پیش یک نبرد سخت از خط دفاعی موژائیسک در ۱۰۰ کیلومتری غرب مسکو گذشتند. با این وجود تلاش روز ۲۸ اکتبر گودریان برای تصرف تولا در گرفتاری به کمبود سوخت و در برابر دفاع قدرتمند شوروی، ثمر بخش نبود. تا پایان ماه مقاومت ارتش سرخ شدت بیشتری گرفت و شرایط آب‌وهوایی با کاهش فراوان دما بر دشواری‌های فون بک که با کمبود تدارکات از جمله البسه زمستانی دست به گریبان بود، افزود. آلمانی‌ها تحرک‌پذیری خود را از دادند و مفهوم جنگ برق‌آسای (بلیتس‌کریگ) آن‌ها مختل شد. در پی این اوضاع بسیاری از افسران آلمانی خواهان توقف عملیاتی به جهت رسیدن تدارکات و نفرات به خط مقدم و همچنین سفت شدن سطح زمین با یخبندان زمستانه برای پیگیری پیشروی بودند. بدین ترتیب به دستور فون بک عملیات تایفون انتهای ماه اکتبر متوقف شد. این توقف به منظور تقویت ظرفیت دفاعی نیروها، احداث مواضع دفاعی و ایجاد پیش‌نیازهای گذراندن زمستان در شرایطی به شدت نامناسب، صورت می‌گرفت.
در جلسه روز ۱۳ نوامبر در اورشا با حضور هالدر و روسای ستاد ارتش‌ها و گروه ارتش‌ها، درحالی‌که نمایندگان فرماندهان دو گروه ارتش دیگر خواهان توقف عملیات و گرفتن موضع دفاعی بودند، تنها فون گرایفنبرگ از طرف فون بک، بر ادامه تهاجم تأکید کرد. این عقیده مطابق خواست هیتلر بود که می‌پنداشت دشمن در انتهای توان خود است. البته فون بک در مخالفت شدید با برخی بلندپروازی‌های هالدر، به دنبال یک حلقه محاصره تنگ دور مسکو و ورود به شهر نبود بلکه حداکثر خط دیمیتروف–زاگورسک–اورخوفو—کولومنا در ۶۰ کیلومتری شرق آن را مد نظر داشت. با این حال او با توجه به توان تقلیل یافته نیروهایش، رسیدن به خطی در طول رود موسکوا و کانال مسکو–ولگا در شمال و جنوب شهر، بدون هر گونه محاصره راهبردی، را واقع‌بینانه‌تر می‌دید. در موافقت با فون بک، مقرر شد، بدون آماده‌سازی وقت‌گیر شبکه تدارکاتی از قبل پیش‌بینی‌شده، این تهاجم با اهداف محدود هر چه سریع‌تر آغاز شود.
بدین شکل، درحالی‌که دو سپاه هوایی پشتیبان برای انتقال به جبهه شمال آفریقا، از فون بک گرفته شدند، حمله او از روز ۱۹ نوامبر از سرگرفته شد. تا روز ۲۴ نوامبر کلین در ۸۰ کیلومتری شمال غربی مسکو و مدتی بعد یک سر پل بر کانال مسکو-ولگا در یاخروما در ۵۵ کیلومتری شمال شهر تصرف شد. نیروهای فون بک حتی به کراسنایا پولیانا در تنها ۳۰ کیلومتری شمال کرملین و گورکی در فاصله مشابهی در جنوب نیز دست یافتند. در این شرایط فون بک و هادر عمیقاً به این نتیجه رسیده بودند که یک تلاش پایانی دشمن پیشروی آن‌ها را منهدم خواهد کرد و «پیروزی نصیب طرفی خواهد شد که بیشتر پایداری کند». با اطمینان از ضعیف بودن دفاع شوروی در غرب مسکو و فرارسیدن زمان تهاجم تعیین‌کننده نهایی، فون بک به ارتش چهارم دستور داد به منظور حمله مستقیم به سمت مسکو از جانب غرب، مواضع ارتش سرخ در جنوب زونیگورود و نارو-فومینسک را مورد یورش قرار دهد و با پیشروی متمرکز به سمت کوبینکا و گولیتسینو، ارتش‌های پنجم و سی و سوم شوروی را به محاصره درآورد. متعاقب این تهاجم، نیروهای ارتش چهارم می‌بایست در طول بزرگراه‌های مینسک و کی‌یف وارد مسکو می‌شدند. بدین شکل در آخرین تلاش برای ورود به مسکو نیروهای ارتش چهارم از روز ۱ دسامبر تهاجمی از سمت غرب ترتیب دادند و در طول بزرگراه تا ۵ کیلومتر فراتر از نارو-فومینسک پیش رفتند. در این حال سرمای منفی ۴۰ درجه سانتیگراد هوا شرایط بسیار سختی برای نیروهای فون بک ایجاد کرده بود. به هر حال تانک‌های جلودار فون بک در گروه زرهی ۴ تا ۱۵ کیلومتری شمال غربی کرملین هم رفتند. با این وجود در جنوب گودریان هنوز نتوانسته بود بر تولا مسلط شود. حمله نیروهای فون بک به سمت مسکو دقیقاً پشت دروازه‌های آن روز ۵ دسامبر در عمل در نهایت متوقف شد. فون بک روز ۸ دسامبر در یادداشت‌های جنگی خود دلیل این مسئله را گل‌آلود بودن منطقه، از کار افتادن نظام تدارکاتی آلمانی‌ها، شبکه جاده‌ای و ریلی ابتدایی شوروی و دست کم گرفتن توان دشمن دانست. او با اشاره به تصمیم توقف حرکت گروه ارتش مرکز در ماه اوت، نوشت: «اکنون همه ما تاوان آن اشتباه را می‌پردازیم.»
در این حین ضد حمله گسترده مارشال گئورگی ژوکوف، فرمانده جبهه غربی شوروی، از روز ۶ دسامبر سال ۱۹۴۱ در تمامی طول خط مقدم آغاز شد. تا این زمان نیروهای فون بک اساساً به مرز فرسودگی کامل رسیده بودند. گروه ارتش مرکز وادار به گرفتن حالت دفاعی شد و تا روز ۱۳ دسامبر دست کم ۸۰ کیلومتر در تمامی خط مقدم خود عقب نشست. این نیرو در جریان نبرد مسکو تلفات زیادی متحمل شد. در پی شکست در مسکو، فون بک روز ۱۶ دسامبر سال ۱۹۴۱ در تماس با سرهنگ رودولف اشمونت، آجودان ارشد هیتلر گله از عود کردن وضعیت سلامتی خود مخصوصاً زخم معده‌اش کرد. با ابلاغ این موضوع به هیتلر، فیلدمارشال ویلهلم کایتل، رئیس فرماندهی عالی ورماخت روز ۱۸ دسامبر به فون بک تلفن کرد و نظر پیشوا مبنی بر فرستادن او به یک مرخصی طولانی برای بازیابی سلامتی را ارائه نمود که مشتاقانه مورد پذیرش قرار گرفت. بدین ترتیب فون بک روز ۱۹ دسامبر از مقام خود در فرماندهی گروه ارتش مرکز کنار گذاشته شد و فیلدمارشال فون کلوگه جای او را گرفت. فون بک در زمره افسران ذخیره به برلین بازگشت.
خارکوف و کریمه
در پی مرگ فیلدمارشال والتر فون رایشناو در روز ۱۷ ژانویه سال ۱۹۴۲، فون بک تنها یک ماه پس از مرخصی، روز بعد به قرارگاه هیتلر فراخوانده شد تا فرماندهی این یگان به او پیشنهاد شود. فون بک که هم‌اکنون در وضعیت سلامتی خوبی به سر می‌برد، به سرعت این پیشنهاد را پذیرفت. او خود را روز ۱۹ ژانویه به قرارگاه گروه ارتش در پولتاوا رساند و روز بعد هدایت یگان را از ارتشبد هوت، فرمانده موقت، تحویل گرفت. از این زمان برای دو ماه حالت دفاعی داشت و حملات دشمن در کریمه و اطراف خارکوف را دفع کرد. اوایل ماه آوریل نیروهای زرهی او تحت امر ارتشبد ایوالت فون کلایست دست به حمله در ناحیه خارکوف زدند و ۲۰۰٬۰۰۰ تن از قوای دشمن را به اسارت گرفتند. گروه ارتش جنوب روز ۸ مه عملیات تهاجمی از پیش آماده‌سازی شده‌ای را در کریمه آغاز کرد و تا روز ۱۸ مه، با افزودن ۱۷۰٬۰۰۰ نفر دیگر به‌شمار اسرای خود، شبه‌جزیره کرچ را از دشمن باز پس ستاند. در این عملیات تنها ۷٬۰۰۰ نفر به آلمانی‌ها تلفات وارد شد. از روز ۳ ژوئن ارتش یازدهم این گروه ارتش، تحت امر ارتشبد اریش فون مانشتاین حمله نهایی برای سلطه بر سواستوپول را صورت داد و تا روز ۱ ژوئن بر آن مسلط گشت. در این نبرد هم ۹۰٬۰۰۰ نفر به اسارت درآمدند.
مورد آبی
در قالب عملیات موسوم به مورد آبی فون بک موظف به پاکسازی حوزه رود دن در جهت پیشروی به سمت استالینگراد و قفقاز شد. او این بار نیز به صراحت معترض طرح عملیاتی بود چرا که به مقدار زیادی در حفاظت از جناحین پیشروی به نیروهای کم‌کیفیت‌تر متحد تکیه داشت. به هر صورت او تهاجم را از روز ۲۸ ژوئن سال ۱۹۴۲ با بیش از یک میلیون نفر نیرو آغاز کرد. بر خلاف عملیات بارباروسا، پیشروی او به کندی صورت گرفت. فون بک بسیار نگران امنیت جناح چپ خود بود. دو لشکر آلمانی روز ۵ ژوئیه به سهولت وارد وورونژ شدند. با این حال در تلاش برای پیشروی به سمت شرق زیر ضدحملات شدید دشمن قرار گرفتند. فون بک دو لشکر زرهی به این موقعیت گسیل کرد. او نیروهای خود را به مدت طولانی درگیر یک نبرد فرسایشی در ناحیه وورونژ نگاه داشت و حتی پس از صدور هیتلر بر متوقف کردن آن، به این درگیری ادامه داد. بدین شکل مقدار زیادی از نیروهای شوروی قادر به گریز از ناحیه دن شدند و میزان مورد انتظار از اسرا محقق نگشت. گروه ارتش جنوب روز ۷ ژوئیه به گروه ارتش آ تحت امر فیلدمارشال لیست و ب به فرماندهی فون بک، تقسیم شد. فرماندهی عالی روز ۱۳ ژوئیه ارتش چهارم زرهی را از فون بک گرفت و به گروه ارتش آ منتقل کرد. همان روز فیلدمارشال کایتل در تماس تلفنی از فون بک خواست با همان دلایل سلامتی، از فرماندهی کناره بگیرد و آن را به فیلدمارشال ماکسیمیلیان فون وایخس بسپارد. این خواسته فون بک را کاملا غافلگیر کرد و بحث بی‌نتیجه‌ای بر سر آن داشت. به هر ترتیب او روز ۱۵ ژوئیه سال ۱۹۴۲  جایگاه خود را به فیلدمارشال فون وایخس تحویل داد و به برلین پرواز کرد. هیچگاه فرماندهی دیگری به فون بک سپرده نشد. با این وجود، به منظور حفظ وجهه، تا چند ماه وانمود می‌شد فون بک هنوز در قسمت جنوبی جبهه شرقی در حال فرماندهی نیرو است و نام در ارتباط با استالینگراد و قفقاز برده می‌شد.

## سال‌های پایانی
فون بک سال ۱۹۴۴ تقاضای توطئه‌گران کودتای ۲۰ ژوئیه علیه هیتلر را رد کرد.
پس از سقوط برلین و خودکشی هیتلر، فیلدمارشال فون مانشتاین اوایل ماه مه سال ۱۹۴۵ با ارسال تلگرامی به فون بک از او خواست به دولت تازه‌تشکیل‌شده بزرگ‌دریابد کارل دونیتس در حومه هامبورگ بپیوندد. خودروی بک در مسیر این شهر در جاده کیل در شلسویگ-هولشتاین به همراه همسرش روز ۳ مه سال ۱۹۴۵ مورد هدف حمله یک جنگنده-بمب‌افکن بریتانیایی قرار گرفت. اقوال مختلفی از نحوه مرگ او وجود دارد. طبق برخی منابع جسد گلوله‌باران‌شده او، همسر و دخترش چند روز بعد کشف شد. گزارش‌های دیگری نیز آورده‌اند که فون بک هنوز زنده بود که برتیانیایی‌ها او را به بیمارستان نیروی دریایی در الدنبورگ رساند اما بدون این که به هوش بیاید درگذشت. فیلدمارشال فدر فون بک هنگام مرگ ۶۴ سال داشت.

### برای مطالعهٔ بیشتر
- Turney, Alfred W. , Disaster at Moscow: Von Bock's Campaigns 1941–1942, Cassell (1971)
- Gerbet, Klaus and Johnston, David. Generalfeldmarschall Fedor von Bock: The War Diary 1939–1945. Schiffer Publishing. ۱ ژانویه ۲۰۰۰
- Beevor, Antony (1998). Stalingrad, The Fateful Siege: 1942–1943. New York: Penguin Books.
- Horner, D. M. , Jukes, Geoffrey. The Second World War — The Eastern Front 1941–1945. Osprey Publishing (۲۵ ژوئیه ۲۰۰۲)
- Scherzer, Veit (2007). Ritterkreuzträger 1939–1945 Die Inhaber des Ritterkreuzes des Eisernen Kreuzes 1939 von Heer, Luftwaffe, Kriegsmarine, Waffen-SS, Volkssturm sowie mit Deutschland verbündeter Streitkräfte nach den Unterlagen des Bundesarchives (in German). Jena, Germany: Scherzers Miltaer-Verlag. ISBN 978-3-938845-17-2.
- Helden der Wehrmacht — Unsterbliche deutsche Soldaten (in German). München, Germany: FZ-Verlag GmbH, 2004. ISBN 3-924309-53-1.